# Östergötlands runinskrifter 14
Runinskrift Ög 14 är en runsten som står utanför Konungsunds kyrka i Konungsunds socken och Norrköpings kommun, Björkekinds härad, Östergötland.

## Stenen
Stenen är av gnejs och kan utifrån sin formgivning med raka skriftband och utan ornamentik dateras till 980-1015. Den är försedd med ett kristet kors. Inskriften lyder enligt nedan:

## Inskriften
- Runsvenska: + ruaR + rasti + stan + þasi + aftiR + iarna + sun × sin +
- Normaliserad: Hroarr ræisti stæin þannsi æftiR Iarna, sun sinn.
- Nusvenska: Roar reste denna sten efter sin son Jarne.